# عوز رباعي هيدرو البيوبتيرين
عوز رباعي هيدرو البيوبتيرين اضطراب أيضي نادر يسبب زيادة مستويات فينيل ألانين في الدم. الفينيل ألانين هو حمض أميني يُحصل عليه بشكل طبيعي عبر الغذاء، ولكنه قد يكون ضارًا إذا تراكمت مستويات زائدة منه، ما يسبب إعاقة ذهنية ومشاكل صحية خطيرة أخرى. لدى الأفراد الأصحاء، يُستقلب (يخضع إلى إضافة هيدروكسيل) إلى التيروسين، وهو حمض أميني آخر، بواسطة هيدروكسيلاز الفينيل ألانين. مع ذلك، يتطلب هذا الإنزيم رباعي هيدرو البيوبتيرين عاملًا مرافقًا، ولذلك، يؤدي عوزه إلى إبطاء أيض الفينيل ألانين.
توجد مستويات عالية من الفينيل ألانين منذ الطفولة لدى الأفراد الذين يعانون من عوز رباعي هيدرو البيوبتيرين غير المعالج. تتراوح العلامات والأعراض الناتجة من خفيفة إلى شديدة. قد تشمل المضاعفات الخفيفة انخفاضًا مؤقتًا في توتر العضلات. تشمل المضاعفات الشديدة الإعاقة الذهنية واضطرابات الحركة وصعوبة البلع والنوبات والمشاكل السلوكية والمشاكل التدريجية في النمو وفقدان القدرة على التحكم في درجة حرارة الجسم.

## علم الوراثة
تُورث الحالة بنمط جسمي متنحٍ، ما يعني ضرورة تغير نسختين من جين معين في كل خلية حتى يصاب الفرد. في أغلب الأحيان، يكون والدا الفرد المصاب باضطراب وراثي جسمي متنحٍ حاملين لنسخة واحدة من الجين الطافر، ولكن، لا تظهر عليهما علامات وأعراض الاضطراب.

## التشخيص
يبدأ التشخيص عن طريق فحص حديثي الولادة للمستويات المرتفعة من الفينيل ألانين في البلازما. يبلغ المستوى الطبيعي للفينيل ألانين في البلازما 1-2 ملغ/دل، وفي بيلة الفينيل كيتون، يتراوح عادةً ما بين 20-65 ملغ/دل. الاختبار الرئيسي لتأكيد بيلة الفينيل كيتون هو اختبار غثري (وخز الكعب الوليدي)، وهو اختبار حيوي لبكتيريا العصوية الرقيقة.
يمكن أيضًا الكشف عن بيروفات الفينيل في البول باستخدام اختبار كلوريد الحديد الثلاثي.

## العلاج
يشمل علاج عوز رباعي هيدرو البيوبتيرين مكملات رباعي هيدرو البيوبتيرين (2-20 ملغ/كغ يوميًا) أو اتباع نظام غذائي لضبط تركيز الفينيل ألانين في الدم والمعالجة البديلة باستخدام طلائع النواقل العصبية (ليفودوبا و 5-هيدروكسي التريبتوفان) ومكملات حمض الفولينيك في عوز دي إتش بّي آر (مختزلة ثنائي هيدرو البيوبتيرين).
يتوفر رباعي هيدرو البيوبتيرين ضمن أقراص للإعطاء الفموي على شكل ثنائي هيدروكلوريد رباعي هيدرو البيوبتيرين. حصل هذا الدواء على موافقة إدارة الغذاء والدواء تحت الاسم التجاري كوفان. تبلغ التكلفة النموذجية لعلاج مريض بدواء كوفان 100,000 دولار سنويًا. تمتلك شركة بيومارتن براءة اختراع دواء كوفان حتى عام 2024 على الأقل، ولكن، كان يحق لشركة بار فارماسوتيكالز إنتاج نسخة مكافئة من الدواء بحلول عام 2020. يوصى باستخدام الدواء في نقص رباعي هيدروبيوبترين الناجم عن عوز إنزيم جي تي بّي سي إتش أو عوز إنزيم بّي تي بّي إس.

## علم الأوبئة
هذه الحالة نادرة جدًا؛ أُبلغ عن نحو 600 حالة في جميع أنحاء العالم. في معظم أنحاء العالم، يعاني 1-2% فقط من جميع الأطفال الذين لديهم مستويات عالية من الفينيل ألانين من هذا الاضطراب. في تايوان، يعاني نحو 30% من الأطفال حديثي الولادة الذين لديهم مستويات مرتفعة من الفينيل ألانين من عوز رباعي هيدرو البيوبتيرين.
قد يحدث عوز تحت سريري لدى الأفراد الذين يعانون من سوء التغذية (بما في ذلك نقص تناول الفولات أو فيتامين سي) أو من الطفرات في جينات إم تي إتش إف آر، التي تشارك في اصطناع رباعي هيدرو البيوبتيرين وإعادة تدويره.